# عشق (فیلم ۲۰۱۶)
عشق 
(به تلوگویی: Premam) فیلمی محصول سال ۲۰۱۶ و به کارگردانی چاندو موندتی است. در این فیلم بازیگرانی همچون نگا چایتانیا، شروتی حسن، آنوپاما پارامیسواران، مدونا سباستین، آکینی ناگرجونا و داگوباتی ونکاتش ایفای نقش کرده‌اند.